# Bertram Wick Enzler
Bertram Viktor Wick Enzler (en español: Beltrán Víctor Wick Enzler; Waldkirch, 8 de marzo de 1955) es un eclesiástico católico suizo afincado en Ecuador. Es el obispo de Santo Domingo en Ecuador, desde el 24 de marzo del 2015.

## Biografía
Nació el 8 de marzo de 1955, en la localidad de Waldkirch, del cantón suizo de San Galo.
Asistió a la secundaria y preparatoria en el Colegio del «Verbo Divino» de Marienburg, obteniendo el bachillerato en Lucerna.
En 1980, ingresó en el Seminario Mayor de Innsbruck. Posteriormente, en 1990 fue enviado como misionero a la arquidiócesis de Portoviejo (Ecuador), ingresando al Instituto Ecuatoriano «Santa María del Fiat».

### Sacerdocio
Su ordenación sacerdotal fue el 8 de diciembre de 1991, incardinándose en la arquidiócesis de Guayaquil.
Como sacerdote desempeñó los siguientes ministerios:
- Vicario parroquial de «San Ignacio de Loyola» en Manglaralto, y en «Nuestra Señora del Carmen» en La Libertad (1991-1994).[2]
- Párroco de «Santa Catalina», en Colonche (1994-2005).
- Párroco de «Jesús el Buen Pastor», en Guayaquil[3] (2005-2009).
- Ecónomo de la arquidiócesis de Guayaquil (2007).
- Párroco de «María Madre de la Iglesia», en Los Ceibos (2009-2012).
- Vicario episcopal y párroco de «Santa Elena», en Guayaquil (2012-2013).[2]
- Ecónomo de la diócesis de Santo Domingo en Ecuador (2013-2014).

### Episcopado
Guayaquil
El 26 de octubre de 2013, el papa Francisco lo nombró obispo titular de Carpi y obispo auxiliar de Guayaquil. Fue consagrado el 30 de noviembre del mismo año, en la Catedral de Guayaquil, a manos del arzobispo Antonio Arregui Yarza.
Santo Domingo
El 24 de marzo de 2015, fue nombrado obispo de Santo Domingo en Ecuador. Tomó posesión canónica el 23 de mayo del mismo año, durante una ceremonia en la Catedral de El Buen Pastor.
En diciembre de 2018, decretó la supresión de la asociación de fieles Communitas Agnus Dei y la expulsión de su fundador, Herbert Grundberger, alias Hermano Elija, tras conocer que Grundberger había sido condenado en Alemania por abuso infantil.